# Radio Plus Warszawa
Radio Plus Warszawa – stacja radiowa archidiecezji warszawskiej, działająca w ramach sieci Radio Plus.

## Historia
W 1994 roku, z inicjatywy Józefa Glempa, prymasa Polski, utworzono Radio Józef jako stację Archidiecezji Warszawskiej. Na początku rozgłośnia dzieliła swoją antenę z Radiem Maryja, potem istniała w strukturach sieci Radio Plus. Dekretem Józefa Glempa, z dnia 14 sierpnia 2002, Radio Józef przywrócono do działania jako odrębną radiostację. 1 lipca 2008 decyzją abpa Kazimierza Nycza stacja została ponownie włączona do sieci Radia Plus, jako Radio Plus Józef, rozpoczynając również emisję programu sieciowego. Od lutego 2009 radio prowadzone jest przez Fundację Radio Plus Józef, założoną przez Kazimierza Nycza. Od dnia 5 października 2009 r. stacja funkcjonuje pod nazwą Radio Plus Warszawa. Rozgłośnia nadaje całą dobę na częstotliwości 96,5 MHz oraz drogą internetową.

## Oferta programowa
W swoich audycjach koncentruje się na tzw. nowej ewangelizacji. Jest tworzone głównie przez ludzi młodych i świeckich – bardzo rzadko programy prowadzą księża.

### Audycje
- Nocne Światła – cykl rozmów na różne tematy dotyczące wiary i duchowości chrześcijańskiej, teologii, psychologii, relacji, rodziny, leczenia uzależnień, historii, i sporadycznie literatury - autorski program Pawła Krzemińskiego
- Kościół, Wydarzenia, Komentarze-Program poświęcony ważnym wydarzeniom w Kościele Katolickim w Polsce i na świecie oraz komentujący z udziałem osób świeckich i duchownych aktualne sprawy społeczne i polityczne-Weronika Kostrzewa
- Sedno sprawy – cykl rozmów z politykami i nie tylko-Jacek Prusinowski
- Człowiek z bliska-Małgorzata Świtała
- Ósma godzina czytań – rozważania i komentarze do niedzielnych czytań-Artur Moczarski
- Sedno sprawy PLUS – program o tematyce społeczno-politycznej-Jacek Prusinowski
- Ludzkim głosem – rozmowy z udziałem słuchaczy na tematy społeczne i teologiczne-Patrycja Michońska i ks.Zbigniew Kapłański
- Aleja Gwiazd
- Kto Rano Wstaje – Poranne pasmo Radia Plus-Kasia Kozimor i Tomek Waloszczyk
- Przeboje z nutą nostalgii/Prywatka z Radiem Plus – Jan Pasterski, Agnieszka Morawska, Tomasz Bednarek, Marek Sierocki
- Muzyczny Alfabet Sierockiego
- Przebojowa Poczta Marka Sierockiego
- Wieki wieków – Artur Moczarski
- Środek tygodnia – program społeczno-polityczny omawiający z zaproszonymi gośćmi i ekspertów tłumaczący aktualne wydarzenia w Polsce- Kamila Baranowska
- W rytmie wydarzeń-Magazyn reporterów Radia Plus Warszawa – Jarosław Budnik
- Warszawska strefa Plusa

Dawnie audycje:
- Racje Plus Negacje – prowadzi:Piotr Zworski
- "2 plus 2"
- "3 po 3"
- "Binarium"
- "Bądź zimny, bądź gorący"
- "Coś dobrego"
- "Dekalog współczesnych; Trudna Droga pod Górę"
- "Echo psalmu"
- "Eteryczna Akademia Sztuki"
- "Ewangeliarz"
- "Filiżanka Warszawy"
- "Ignacjański kwadrans"
- "Kapłańskie rozmowy"
- "Katechizm Poręczny" - prowadzący Piotr Pawlukiewicz i Paweł Krzemiński
- "Kolorowy magazyn dla Ciebie"
- "Kościół i świat" - prowadzący Paweł Zuchniewicz, dostępny podcast
- "Kronika subiektywna"
- "Kwiatki świętego Franciszka"
- "Letnia altana" - prowadzący w poniedziałek - Randa Ombach, we wtorek - Paweł Kęska, w środę - Paweł Krzemiński, w czwartek - Patrycja Michońska, w piątek - Paweł Zuchniewicz; dostępny podcast,
- „Miesiąc w miesiąc”
- „Missus in novo mundo"
- „Mistrzowska Akademia Miłości" - prowadzący Mira Jankowska, dostępny podcast; emitowany od 2010 r.
- „Musica in Ecclesia"
- „Muzyczne czwartki"
- „Na indeksie"
- „Na pielgrzymim szlaku"
- „Nasz dom"
- „Niebiańskie nawoływanie - magazyn muzyki chrześcijan"
- „Od człowieka do człowieka" - prowadzący Marek Jaromski, dostępny podcast, emitowany od 2010 r.
- „Od deski do deski. Magazyn książkowy."
- „Od Ducha do Ucha"
- „ORA et LABORA"
- „Piękna Dwudziestowieczna"
- „Plus znaczy więcej" prowadzący Iwona Demska, dostępny podcast
- „Pomoc Kościołowi w Potrzebie"
- „Poradnia uzależnień"
- „Porta Aperta"
- „Prawie wszystko o Biblii" prowadzący Dorota Kołodziejczyk, ks. Zbigniew Kapłański, prof. Anna Świderkówna
- „Przylądek podróżnika" prowadzący Magda Gierech i Paweł Krzemiński, dostępny podcast
- „Rodzinny weekend"
- „Słowodaje" - prowadzący Rafał Porzeziński, dostępny podcast
- „Studio Reportażu i Świadectwa"
- „Światła Średniowiecza"
- „Święte słowa"
- „Tajemnica Tajemnic"
- „Twarzą w twarz" - prowadzący Piotr Zworski, dostępny podcast
- „Tygodnik historyczny"
- „Vita Consecrata - Bogu poświęcone"
- „Warsztat"
- „Wiara rodzi się ze słuchania"
- „Wszędzie ten sam"
- „Ze skarbca Kościoła"
- „Życie jest piękne"
- Polityka z Plusem – program poświęcony polskiej polityce z udziałem polityków i komentatorów politycznych-Andrzej Stankiewicz

Niektórzy prowadzący audycje:
- Wiktor Czajkowski
- Magda Gierech
- Mira Jankowska
- Marek Jaromski
- Paweł Kęska
- Kinga Komorowska (kiedyś)
- Paweł Krzemiński
- Anna Maruszeczko (kiedyś)
- Patrycja Michońska
- ks. Michał Muszyński (kiedyś)
- Randa Ombach (kiedyś)
- ks. Piotr Pawlukiewicz (prowadził audycję "Katechizm Poręczny")
- Robert Tekieli (kiedyś)
- Paweł Zuchniewicz - audycja "Kościół i Świat"